# Данько Микола Іванович (художник)
Микола Іванович Данько (нар. 4 травня 1959, с. В’юнище Переяслав-Хмельницького р-ну Київської області) — український театральний художник. Головний художник Київського державного академічного театру ляльок.

## Життєпис
Народився в селищі В’юнище Переяслав-Хмельницького району Київської області (нині затоплене водами Канівського водосховища).
В 1985 році закінчив Одеське театрально-художнє училище, після чого працював художником-постановником Івано-Франківського музично-драматичного театру ім. І. Франка; з 1990-го – художник, з 1991 — головний художник Івано-Франківського обласного театру ляльок ім. Марійки Підгірянки. З 2006 року — головний художник Київського державного академічного театру ляльок.
Здійснив постановки лялькових вистав у театрах Луцька, Хмельницького, Бреста (Білорусь). Мав персональну виставку в Івано-Франківську (1999).

## Театральні роботи
Івано-Франківський музично-драматичний театр ім. І. Франка
- 1990, 12 травня — «Лимерівна» за драмою Панаса Мирного; реж. Григорій Богомаз-Бабій

Івано-Франківський академічний обласний театр ляльок імені Марійки Підгірянки
- «Вертеп»
- 1991 — «Лис Микита і Неситий Вовк» Я. Яроша за мотивами сатиричної казки І. Франка; реж. Леонід Попов[ru]
- 1992 — «У чужому пір’ю» М. Підгірянки
- 1993 — «Злидні»
- 1993 — «Лісовий цар Ох» О. Олеся
- 1993 — «Пан Коцький» дитяча опера М. Лисенко; реж. Д. Нуянзін
- 1993 — «Коли ще звірі говорили» за мотивами казок І. Франка
- 1994 — «Іван Голик» О. Кузьміна за мотивам І. Манжури; реж. Леонід Попов[3]
- 1995 — «Козенята та Сірий вовк» Ю. Гімельфарба; реж. Леонід Попов
- 1996 — «Лісова пісня» Л. Українки; реж. Леонід Попов
- 1996 — «На перші гулі» С. Васильченка; реж. Леонід Попов
- 2003 — «Діжка меду» Р. Неупокоєва
- 2003 — «Жили-були» М. Бартенєва та А. Усачова; реж. Володимир Підцерковний
- 2003 — «Чарівна шабля» В. Підцерковного
- 2007 — «Найсолодша гора» К. Рижова
- 2007 — «Коза-дереза» М. Лисенко
- «Алі-баба і розбійники»; реж. Володимир Підцерковний
- «Битий небиту везе»; реж. Я. Грушецький
- «Зелена Гора»; реж. Володимир Підцерковний
- «Золотий човник»; реж. Я. Грушецький
- «Колобок»; реж. О. Кузьмін
- «Кривенька Уточка»; реж. Я. Грушецький
- «Про те, про се»; реж. Володимир Підцерковний
- «Сумна весела казка»; реж. Я. Грушецький
- «У нашім раї»; реж. Володимир Підцерковний
- «Хома і Щука»; реж. Володимир Підцерковний

Київський державний академічний театр ляльок
- 2005 — «Лис Микита і Неситий Вовк» Я. Яроша за мотивами сатиричної казки І. Франка; реж. Леонід Попов[ru]
- 2006 — «Лісова пісня» Л. Українки; реж. Леонід Попов
- 2007 — «Таємниця королеви доріг» Є. Огороднєго; реж. Леонід Попов
- 2008 — «Казка про Івана і Фому» О. Кузьміна за мотивами І. Манжури; реж. Леонід Попов
- 2009 — «Мишкові пригоди» Ю. Чеповецького; реж. Леонід Попов
- 2015 — «Гуси-лебеді» Галини Гусарової за мотивами народної казки; реж. Михайло Урицький[4]
- 2015 — «Мороз-Морозенко» Дмитра Драпіковського; реж. Дмитро Драпіковський
- 2016 — «Мишка та рожева стрічка»  Руслана Неупокоєва; реж.  Руслан Неупокоєв
- 2017 — «Гидке каченя» Володимира Синакевича за мотивами казки Г. Андерсена; реж. Михайло Урицький
- 2017 — «Бременські музиканти» Ю. Ентіна, В. Ліванова; реж. Леонід Попов
- 2017 — «Чому ростуть діти?» Григорія Усача; реж. Катерина Лук’яненко
- 2018 — «Пригоди Івана Голика» Олександра Кузьміна; реж. Леонід Попов (мала сцена)
- 2018 — «Хлопчик-з-мізинчик» Миколи Рибалки та Тетяни Сільченко; реж. Леонід Попов (мала сцена)
- 2018 — «Чарівна лампа Аладдіна» Олександра Чупіна за мотивами арабських казок; реж. Михайло Урицький
- 2018 — «Кайдашева сім'я» І. Нечуй-Левицького; реж. Ігор Федірко[5][6]
- 2018 — «Карлик Ніс» А. Колеснікова за мотивами одноіменної казки В. Гауффа; реж. Леонід Попов
- 2019 — «Маленька Баба-Яга» Євгена Огороднього за О. Пройслером; реж. Євген Огородній, Ігор Федірко[7]
- 2020 — «Цирк» Г. Сапгіра[ru]; реж. Ігор Федірко
- «За щучим велінням» Єлизавети Тараховської; реж. Юрій Сікало
- «Золоте курча» Володимира Орлова; реж. Юрій Сікало
- «Котик та Півник» Григорія Усача та Сергія Єфремова; реж. Юрій Сікало, Дмитро Драпіковський
- «Наш веселий колобок» Григорія Усача; реж. Богдан Тумаев[8]
- «Солом’яний бичок» Сергія Ципіна; реж. Юрій Сікало, Дмитро Драпіковський
- «Троє поросят» Григорія Усача та Сергія Єфремова; реж. Юрій Сікало[9]
- «Царівна-жаба» Арсенія Дєжурова; реж. Марина Богомаз

Київський муніципальний академічний театр ляльок
- 2000 — «Лисичка-сестричка і Вовк-панібрат» В. Нестайка; реж. Сергій Єфремов
- 2003 — «Малюк і Карлсон» Григорія Усача за казкою А. Ліндгрен; реж. Сергій Єфремов
- 2008 — «Стійкий олов'яний солдатик» Всеволода Данилевича за мотивами казки Г. Андерсена; реж. Михайло Урицький
- 2013 — «Сонячний промінчик» Атанаса Попеску; реж. Михайло Урицький
- 2015 — «Чому довгий ніс у слона» Галини Владичіної за мотивами казки Р. Кіплінга; реж. Михайло Урицький
- 2017 — «Алі-Баба» мюзикл В. Смєхов на музику В. Бистрякова; реж. Михайло Урицький[10]

Тульський державний театр ляльок
- 2013 — «Чарівна скрипка» Сергія Ковальова за мотивами білоруських казок; реж. Михайло Урицький[11]
- «Чарівна лампа Аладдіна» Олександра Чупіна за мотивами арабських казок; реж. Михайло Урицький
- «Слоненя» Галини Владичіної за мотивами казки Р. Кіплінга; реж. Михайло Урицький[12]

Республіканський театр ляльок (Йошкар-Ола)
- 2014 — «Царівна-жаба» А. Дєжурова за мотивами народної казки; реж. Михайло Урицький[13]

Одеський обласний театр ляльок
- 2015 — «Слоненя» Галини Владичіної за мотивами казки Р. Кіплінга; реж. Михайло Урицький[14]

Київський національний академічний театр оперети
- 2016 — «Пригоди Буратіно» О. Толстого на музику О. Рибникова; реж. Михайло Урицький[15][16]

Bábkové divadlo Košice (Кошиці)
- 2017 — «Sloník» Р. Кіплінга; реж. Михайло Урицький[17][18]

Дагестанський державний театр ляльок (Махачкала)
- «Гидке каченя» Володимира Синакевича за мотивами казки Г. Андерсена; реж. Михайло Урицький
- «Гуси-лебеді» моновистава Е. Благініної за мотивами народної казки; реж. Михайло Урицький
- «Сонячний промінчик» Атанаса Попеску; реж. Михайло Урицький
- «Сон літньої ночі» В. Шекспіра; реж. Михайло Урицький
- «Стійкий олов'яний солдатик» Всеволода Данилевича за мотивами казки Г. Андерсена; реж. Михайло Урицький

## Нагороди та визнання
Щедро-винахідливий і винахідливо-щедрий. Його ляльки — маріонетки, тростинні, вертепні — народжуються якось природно-невідворотно, наче листя з бруньок. Микола Данько вміє придумати й подати лялькове чудо…
- 1992 — Відзнака сценографії вистави «Вертеп» на Всеукраїнському фестивалі «Прем’єри сезону» (Полтава)
- 1993 — Відзнака сценографії вистави «Вертеп» на Міжнародному фестивалі «Різдвяна містерія» (Луцьк)
- Вистава «Жили-були» за п’єсою М. Бартенєва та А. Усачова визнана кращою виставою ІІ Міжнародного фестивалю «Обереги»
- 1999 — Персональна виставка в Івано-Франківську
- 2004, квітень — Вистава «Жили-були» відзначена дипломом «За найяскравішу виставу» IV Міжнародного фестивалю-бієнале «Під шапкою Гугуце» (Кишинів, Молдова)
- 2005 — Премія ім. Віталія Смоляка за сценографію до вистави «Жили-були»
- 2015 — Театральная премія «Київська пектораль». Найкраща сценографія (вистава «Чому довгий ніс у слона», Київський муніципальний академічний театр ляльок)[19]
- 2017, червень — ІІ Ляльковий тиждень Азіатсько-Тихоокеанського регіону у м. Нанчонг, Китай (вистава «Гуси-лебеді», Київський державний академічний театр ляльок)[20]
- 2019 — Театральная премія «Київська пектораль». Найкраща сценографія (вистава «Кайдашева сім'я» (Київський державний академічний театр ляльок)[21]
- 2019 — Відкритий фестиваль вистав для дітей «Кришталеві вітрила» (м. Херсон). Лауреат у номінації «Кращий сценічний костюм» (вистава «Тигреня Петрик», реж. Дмитро Нуянзін, Полтавський академічний обласний театр ляльок)[22]
- Фестиваль «Серебряній осетр» (Волгоград). «Краща сценографія» (вистава «Слоненя», Тульський державний театр ляльок)